# 米洛斯·歐布雷諾維奇一世

米洛斯·歐布雷諾維奇一世

米洛斯·歐布雷諾維奇一世（1780年3月18日—1860年9月26日）是塞爾維亞公國大公，兩度領導塞爾維亞人反抗鄂圖曼帝國統治，建立歐布雷諾維奇王朝，1858年至1860年在位。